# Lopburi (tỉnh)
Lopburi (tiếng Thái: ลพบุรี, RTGS: Lop Buri, phát âm [lóp bū.rīː]) là một tỉnh miền Trung của Thái Lan. Tỉnh này giáp các tỉnh sau (từ phía Bắc theo chiều kim đồng hồ): Phetchabun, Chaiyaphum, Nakhon Ratchasima, Saraburi, Phra Nakhon Si Ayutthaya, Ang Thong, Sing Buri và Nakhon Sawan.

## Các đơn vị hành chính địa phương
Tỉnh Lopburi có 11 huyện (amphoe). Các huyện được chia ra 124 tambon (tương đương xã), 1110 làng (ấp, thôn, buôn, sóc, bản, mường) (muban).
| 1. Mueang Lop Buri 2. Phatthana Nikhom 3. Khok Samrong 4. Chai Badan 5. Tha Wung 6. Ban Mi | 1. Tha Luang 2. Sa Bot 3. Khok Charoen 4. Lam Sonthi 5. Nong Muang |

Tỉnh Lopburi được chia thành 11 huyện, 1110 thôn (làng, ấp, buôn, sóc, bản, mường)